# Дюк Гониназ, Мишель
Мише́ль Дюк Гонина́з (фр. Michel Duc Goninaz); 6 сентября 1933, Париж — 26 марта 2016) — французский славист и эсперантолог.
Преподавал в университете города Экс-ан-Прованс. Проживал в Тулузе.
Главный редактор нового издания Полного иллюстрированного словаря эсперанто (NPIV 2002), в работе над которым осуществлял общее руководство и координировал работу над терминами общественных наук.
Перевёл на эсперанто ряд произведений, в том числе «Каменного гостя» Пушкина и роман Альбера Камю «Посторонний».

## Биография
Изучил эсперанто будучи гимназистом и участвовал в IJK в Версале (1949), UK (1950). В 1950-х Дюк Гониназ уже являлся членом TEJO.
Учился в Сорбонне (1954-59), Московском Государственном Университете (1956-57). Получил лиценциат по французской филологии и беллетристике, и агрегацию по русскому языку. Преподавал несколько лет в школах второй ступени Парижского региона и получил должность ассистента, а после доцента Прованского Университета (в Экс-ан-Прованс). Преподавал там русский язык (1967-96) и эсперанто (1970-96), которые получили официальный статус учебных предметов. Уже в 1966, когда он был профессором русского языка в Лицее «Марсель Роби» (Marcel Roby) (сейчас «Жан д′Альбре» (Jeanne d’Albret)) в Сен-Жермен-ан-Ле, Мишель Дюк Гониназ ввёл курс эсперанто, который продолжался два учебных года.

## Произведения
Он многократно руководил курсами эсперанто и лингвистики в университетах Будапешта, Сан-Франциско, Познани. Участвовал в работе по подготовке новых изданий Полного иллюстрированого словаря эсперанто в 2002 и 2005 годах. Был автором учебников по русскому языку и эсперанто, переводов, статей и рецензий.
Был автором Vocabulaire Espéranto (Тематического Эсперанто-французского словаря), в котором термины были сгруппированы по семантическим семьям). Был доцентом Международной академии наук Сан-Марино.
В 1976 был выбран членом Академии эсперанто